# Jonathan Salinas
Jonathan Jesus Salinas Duque (Rubio, 31 de mayo de 1990) es un ciclista profesional venezolano en el equipo Kino Táchira. Campeón de la Vuenta al Táchira en 2017.

## Palmarés
2011
- 1 etapa de la Vuelta a Bolivia

2013
- 2 etapas de la Vuelta a Bolivia

2014
- 1 etapa de la Vuelta al Táchira
- Vuelta a Venezuela[2]
- 1 etapa del Tour Lotería del Táchira

2015
- 1 etapa de la Vuelta a Costa Rica

2017
- Vuelta al Táchira, más 2 etapas

2018
- 2 etapas del Tour de Guadalupe

2019
- 1 etapa de la Vuelta al Táchira
- 1 etapa del Tour de Guadalupe

## Equipos
- 2013  Lotería del Táchira
- 2014  Kino Táchira